# Jean Clareboudt
Jean Clareboudt (Lyon, 1944 – Turkije, 7 april 1997) was een Franse beeldhouwer en installatiekunstenaar.

## Leven en werk
Clareboudt studeerde van 1961 tot 1965 aan de École supérieure d'arts graphiques Penninghen in Parijs. In 1962 ontmoette en studeerde hij bij de Deense beeldhouwer Robert Jacobsen, die hij later in Denemarken bezocht. In 1967 studeerde hij bij Étienne Martin aan de École nationale supérieure des beaux-arts.
Tussen 1986 en 1991 hebben Jacobsen en zijn vroegere student samen een beeldenpark aangelegd in een voormalige groeve in Tørskind. Het Sculpture Park Tørskind Grusgrav bij Egtved in Denemarken toont sinds de opening in 1991 negen sculpturen: vier van Robert Jacobsen en vijf van Jean Clareboudt.
Van 1991 tot 1992 werkte hij met een beurs in het voormalige atelier van Alexander Calder in Saché, waar hij tien werken vervaardigde in de serie Iron Passages. Drie werken zijn aangekocht voor het Centre internationale d'art et du paysage (L'Île de Vassivière), de overige werken werden in de openbare ruimte geplaatst van onder andere Montbéliard, Rennes en Nozay. Zijn werk wordt gerekend tot het minimalisme en land art.
De kunstenaar, die in Parijs woonde en zijn atelier in La Chapelle-Basse-Mer (Loire-Atlantique) had, kwam in 1997 bij een verkeersongeval om het leven. In 2003 is ter herinnering aan hem de sculptuur Pierre trouée uit 1992 van de Franse beeldhouwer Daniel Pontoreau geplaatst op de Place du Marché Gayot in Straatsburg.

## Enkele werken
- Gué 1 (1978), Musée d'art de Toulon in Toulon
- Windberg (1981), beeldenpark Kunst-Landschaft in Neuenkirchen (Lüneburger Heide)
- Terrasse (1983), Westpark in München
- Condition (1990), Parc départemental du Plateau in Champigny-sur-Marne
- Oblique haute (1991), Ivry-sur-Seine
- Iron Passages - 3 sculpturen (1992), Centre internationale d'art et du paysage de Vassivière in Beaumont-du-Lac

## Fotogalerij

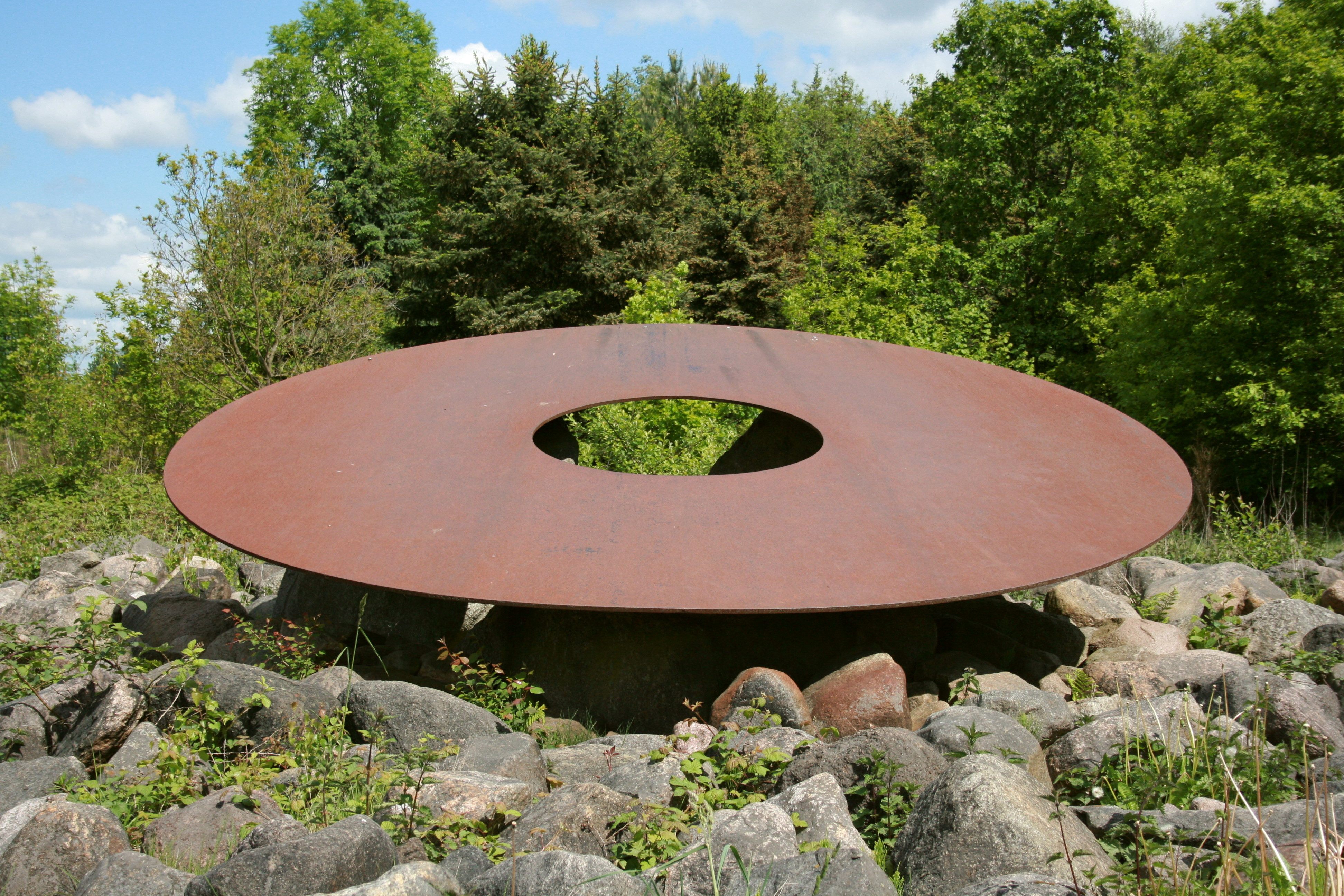
Windberg, Neuenkirchen
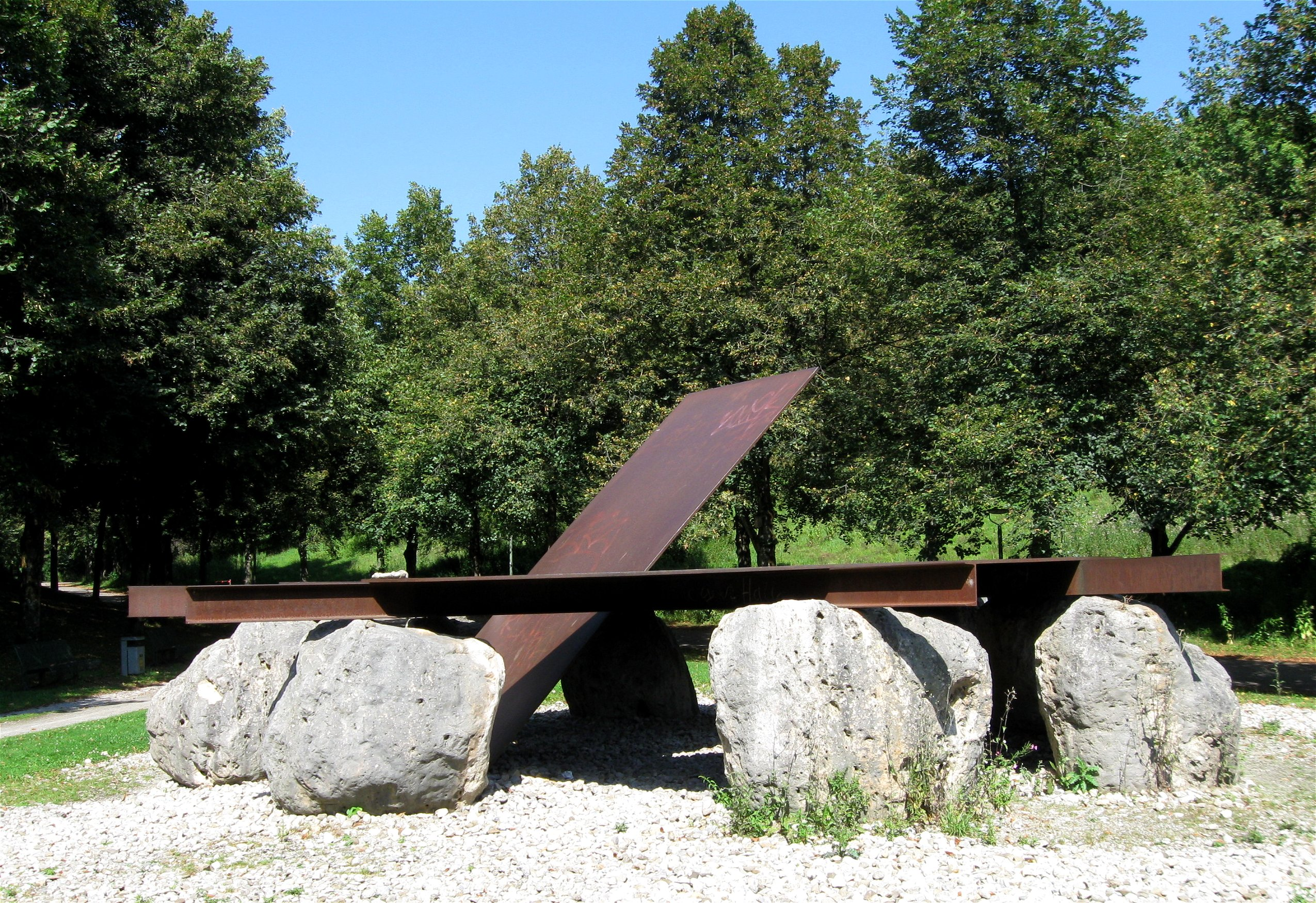
Terrasse, München
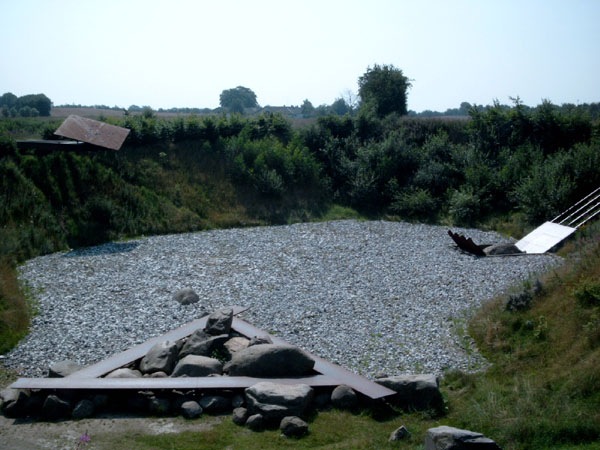
Beeldenpark Tørskind Grusgrav
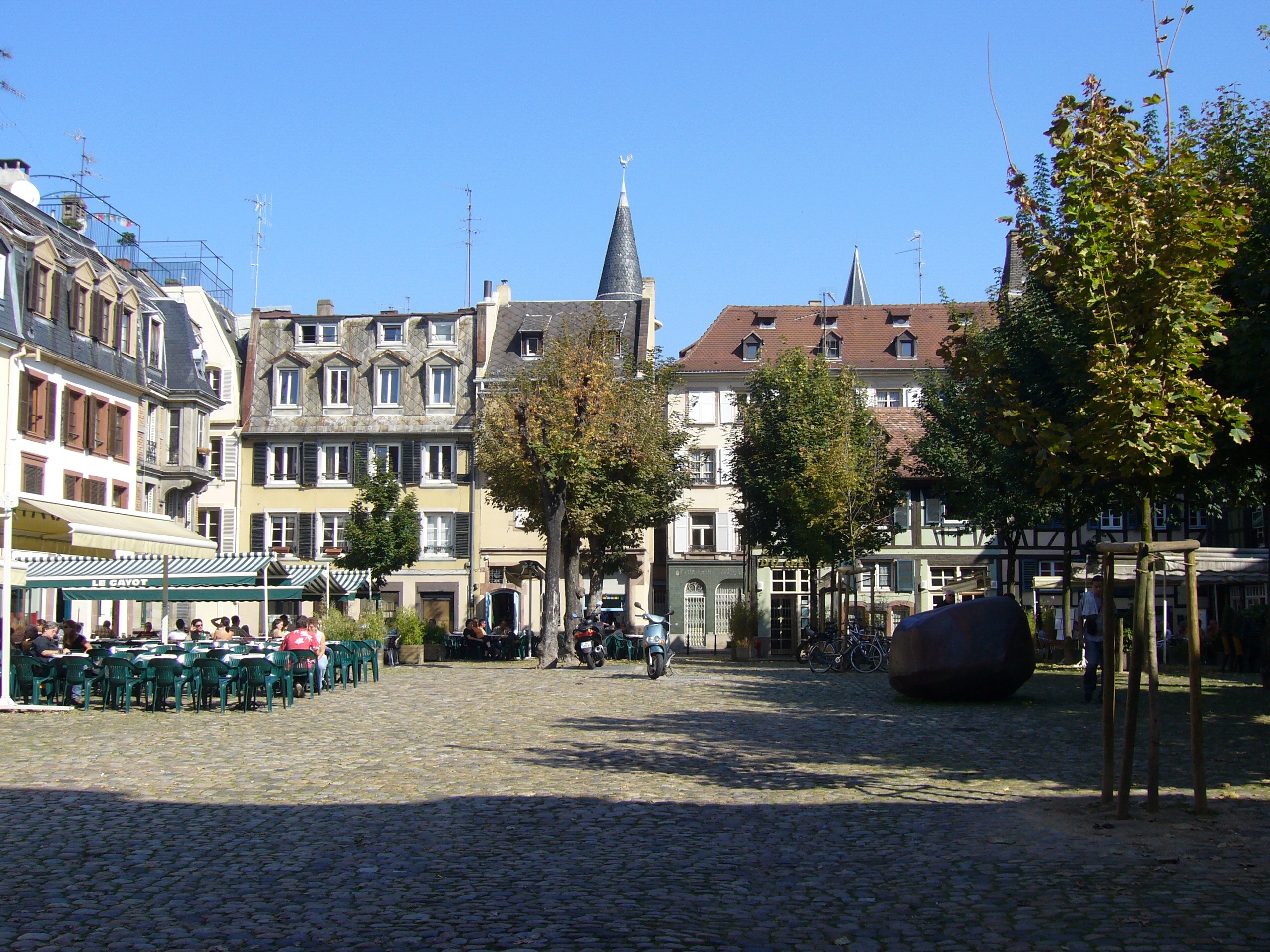
Place du Marché Gayot, Straatsburg